# Gracula robusta
El miná de la Nias (Gracula robusta) es una especie de ave paseriforme de la familia Sturnidae endémica de unas pocas islas del oeste de Indonesia. Es el miná de mayor tamaño.

## Distribución y hábitat
Es endémica de algunas islas adyacentes al oeste de Sumatra, como Nias, Tuangku, Bangkaru y Babi, en el extremo occidental de Indonesia. Su hábitat natural son los bosques húmedos tropicales de zonas bajas. Se encuentra amenazado por pérdida de hábitat.